# Finnische Literaturgesellschaft

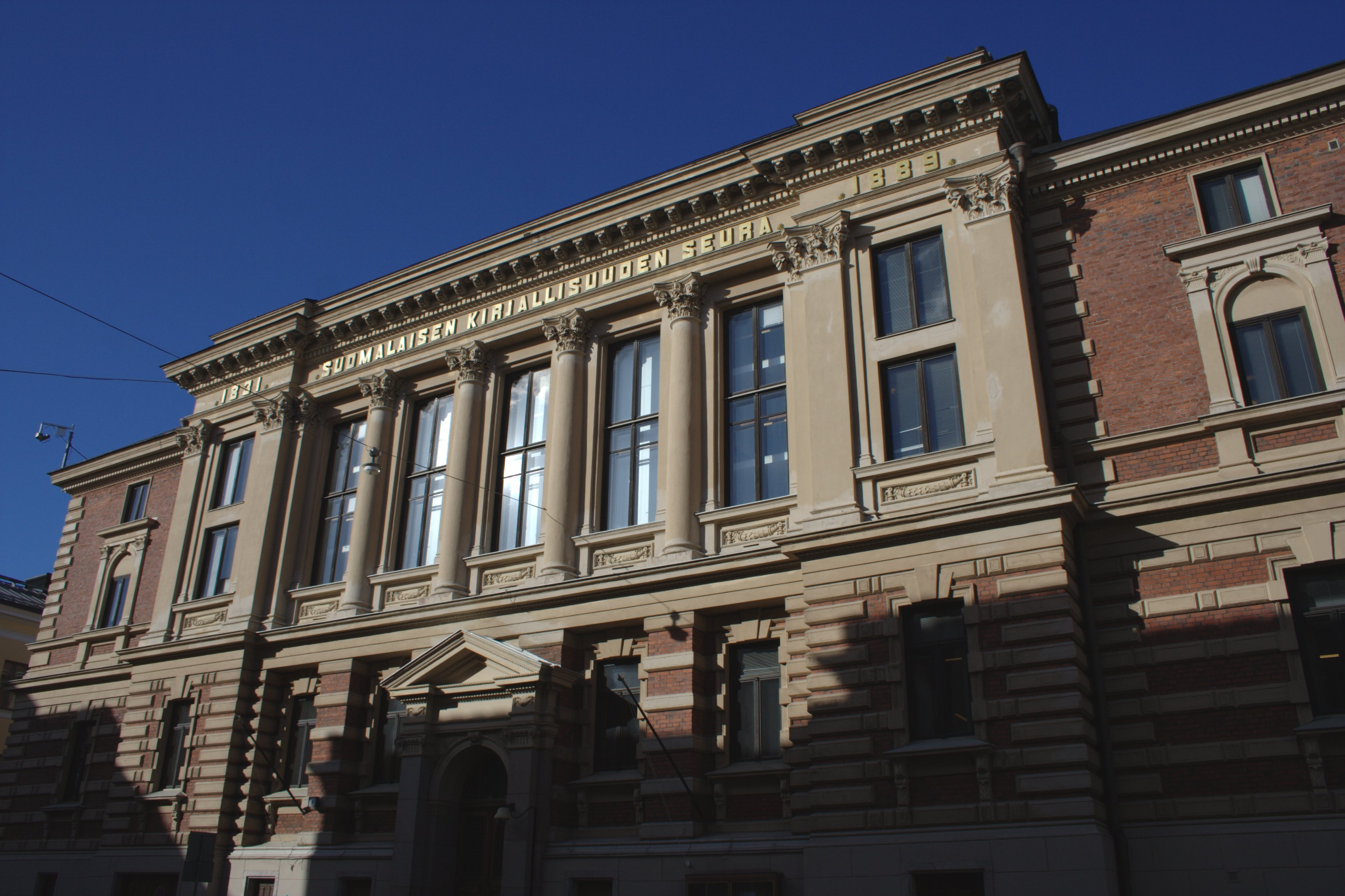
Hauptgebäude der Finnischen Literaturgesellschaft, Hallituskatu 1 in Helsinki

Die Finnische Literaturgesellschaft (finn. Suomalaisen Kirjallisuuden Seura, Abkürzung SKS, gegr. 1831) ist eine wissenschaftliche Vereinigung zur Förderung der finnischen Sprache, Literatur und Kultur mit Sitz in Helsinki.

## Geschichte

### Gründung
Nachdem Finnland 1809 infolge des russisch-schwedischen Krieges von Schweden als Großfürstentum Finnland unter russische Herrschaft gekommen war, mussten die finnischen Intellektuellen ihre Position neu definieren. Bekannt geworden ist der häufig Adolf Ivar Arwidsson zu geschriebenen, wohl aber von Johan Vilhelm Snellman stammende Ausspruch: „Schweden sind wir nicht mehr, Russen wollen wir nicht werden, lasst uns also Finnen sein!“ Nach dem Brand von Turku (1827), der alten Hauptstadt des Landes, wo 1640 auch die erste Universität Finnlands gegründet worden war, konzentrierte sich das geistige Leben des Landes auf Helsinki. Diese Stadt war seit 1812 Hauptstadt des Großfürstentums Finnland, und hier wurde 1828 als Nachfolgerin der Turkuer Akademie auch die Universität Helsinki eröffnet.

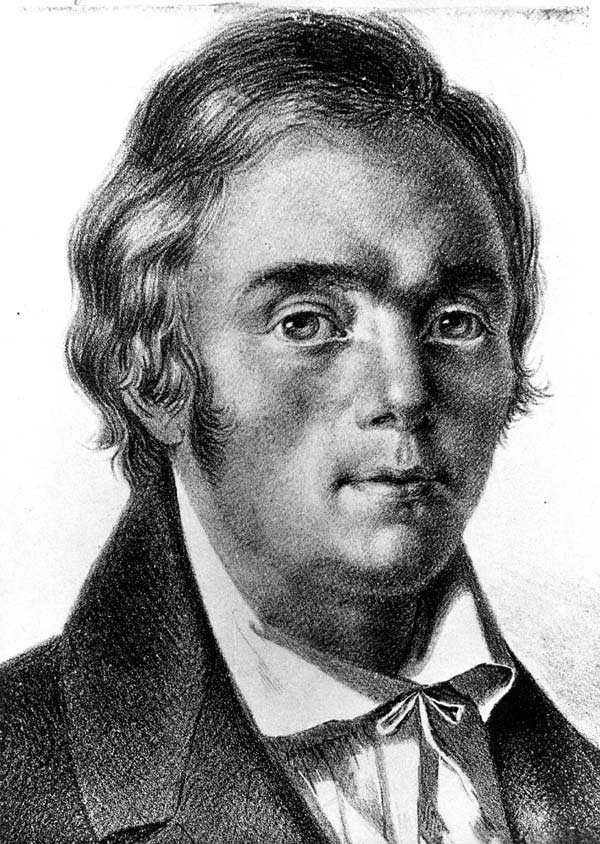
Elias Lönnrot

Am 16. Februar 1831 trafen sich zwölf Männer aus dem Umfeld der Universität im Hause des ersten Finnisch-Lektors der Helsinkier Universität, Carl Niclas Keckman (1793–1838). Die Versammlung wurde protokolliert von Elias Lönnrot. Da die Überlieferung jedoch lückenhaft ist, weiß man nicht, ob die Versammlung zwecks Gründung einer Gesellschaft einberufen war, auch ist unbekannt, wer tatsächlich der Einladende war. Nicht einmal der genaue Ort ist sicher, vermutlich wohnte Keckman aber zum damaligen Zeitpunkt im Helsinkier Stadtteil Kruununhaka. Überliefert sind jedoch alle Namen. Neben den beiden Genannten waren das der Theologiedozent Jacob Algoth Gadolin (1798–1848), der Dozent für griechische und römische Literatur Nils Abraham Gylden (1805–1888), der Arzt Immanuel Ilmoni (1797–1856), der Theologe Bengt Olof Lille (1807–1875), der Arzt Mårten Johan Lindfors (1800–1869), der Hilfsrektor Arnold Gerhard Lindforss (1804–1850), der Jurist Johan Jacob Nordström (1801–1874), der Philologe und spätere Geschichtsprofessor Gabriel Rein (1800–1867), der Bibliothekar Carl Henrik Ståhlberg (1799–1878) und der Magister der Philosophie, anschließend aber Medizin studierende Fredrik Ticklén (1802–1844).
Die Männer waren zwischen 24 und 38 Jahren alt und hatten alle ihre Ausbildung an der Turkuer Akademie begonnen. Im Laufe des Abends kamen sie gemeinsam zu der Einsicht, dass man sich mehr „um die finnischen Buchmittel (finn. „suomalaisista kirja keinoista“), und besonders um die finnische Sprache, wie man ihr zu einer besseren Funktionsweise in der schriftlichen Darstellung verhelfen“ könne, kümmern müsste. Eine Konsequenz hieraus war die Gründung einer Gesellschaft, zu deren Gründungsversammlung dann eine Woche später geladen wurde. Innerhalb dieser Woche hatte sich die umständliche Formulierung „finnische Buchmittel“ gewandelt in „suomalainen kirjallisuus“ („finnische Literatur“) – womit das finnische Wort für Literatur (finn. kirjallisuus, Genitiv kirjallisuuden), das es bis dahin noch nicht gegeben hatte, geschöpft worden war. Im Namen der Gesellschaft wurde also ein Neologismus verwendet, der gleichzeitig das Programm verkörperte. Wer genau der Schöpfer des Wortes war, ob der Protokollant Lönnrot oder doch der Lektor und gute Sprachkenner Keckman, ist nicht mehr mit Sicherheit festzustellen.
Als Ziel der Gesellschaft kann man somit die „Förderung und Verbreitung der finnischen Sprache und finnischen Schrifttums sowie die allgemeine Erforschung des Finnentums überhaupt“ bezeichnen. Dies war insofern nötig, als der Status des Finnischen, das von der überwiegenden Mehrheit der Bevölkerung gesprochen wurde, noch lange nicht dem des Schwedischen entsprach. Auch die Sprache der Universität war durchweg das Schwedische, erst 1828 wurde überhaupt das erste Lektorat für Finnisch eingerichtet, das besagter Keckman bekleidete. 1832 wurde die erste Magister-Arbeit auf Finnisch verfasst, ab 1856 gab es erste Vorlesungen auf Finnisch (von Lönnrot) und 1858 wurde die erste finnischsprachige Dissertation verteidigt. Diese Entwicklung wurde auch maßgeblich von der Gesellschaft mitbeeinflusst, deren Mitglieder ab der dritten Versammlung in den Räumen der Universität zusammenkamen.
Das Wort „suomalainen kirjallisuus“ – wie auch „Literatur“ in anderen Sprachen – bedeutete damals viel mehr als heute. Es bezeichnete „die untrennbare Einheit von Sprache, Geschichte und dem geschriebenen Wort, wobei die Verschriftlichung der Volksdichtung genauso wichtig war wie die weiträumige Verbreitung von finnischsprachiger schriftlicher Bildung.“ Damit hatte sich die Gesellschaft also ein so umfangreiches Programm gegeben, dass sie für die kommenden Jahrzehnte, aber auch Jahrhunderte ausgelastet war. Sie wurde damit „eine Art zentraler Pflanzstätte der finnischen Kultur, […] [eine der] Inseln lebendiger Tradition im Meer einer gedächtnisarmen Welt…“ Die große gesellschaftliche Bedeutung wird auch daran deutlich, dass 1931 alle Schülerinnen und Schüler von finnischen Schulen in Helsinki einen Tag frei bekamen, als die SKS ihr 100-jähriges Jubiläum feierte.

### Weitere Entwicklung und gesellschaftliche Bedeutung

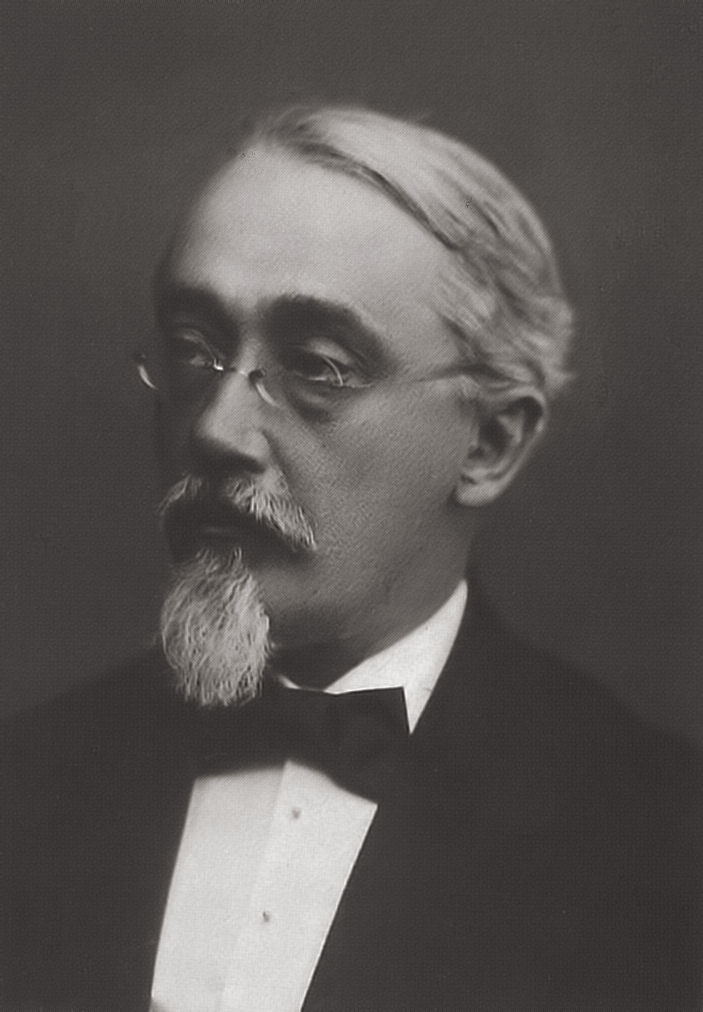
Yrjo-Koskinen

Die rasch wachsende und sich konsolidierende Gesellschaft hatte außer dem Mitgliedsbeitrag anfangs keine eigenen Geldmittel. Ab den 1840er-Jahren kamen Einkünfte durch den Buchverkauf, und ab 1850 auch immer mehr Spenden und Erbschaften, was teilweise mit dem Zensurerlass von 1850 zusammenhing, der für zehn Jahre fast das sämtliche finnische Schrifttum verbot. Dadurch fühlten sich viele Privatpersonen bemüßigt, der Gesellschaft zu spenden, bis hin zu umfangreichen Erbschaften von über 100.000 Finnmark, beispielsweise 1858 von dem kinderlosen Bäckermeisterehepaar Blomberg oder 1918 von dem jung verstorbenen Kaufmann Gustaf Fredrik Ahlgren, der der Gesellschaft 185.913 Finnmark vermachte. Außerdem bemühte sich die Gesellschaft von Beginn an um die Einwerbung von Geldern und Finanzierung von Projekten. So war eine ihrer ersten Aktionen die Spendensammlung für ein zu errichtendes Denkmal für Henrik Gabriel Porthan. Die Statue wurde 1864 festlich in Turku eingeweiht.
Im letzten Drittel des 19. Jahrhunderts kam es zu Polarisierungen innerhalb der finnischen Gesellschaft hinsichtlich der Stellung des vorherrschenden Schwedischen und des Finnischen. Die Fennomanen setzten sich radikal für eine Durchsetzung des Finnischen in allen Lebensbereichen ein, und hier spielte die Gesellschaft unter dem Vorsitz des Politikers und Historikers Yrjö Koskinen eine wichtige Rolle. Der Machtkampf wurde zum Teil auf dem Rücken Schwächerer ausgetragen, wofür als bestes Beispiel der Roman Die sieben Brüder von Aleksis Kivi genannt werden kann, der 1870 von der SKS verlegt wurde. Dieser erste finnische Roman ist heute immer noch eines der berühmtesten Werke der finnischen Literatur, wurde aber seinerzeit von dem Sprachforscher und Dichter August Ahlqvist völlig verrissen. Als ein Grund hierfür kann auch der Machtkampf zwischen Yrjö Koskinen und Ahlqvist angesehen werden, den letzterer verloren hatte und wofür er sich nun rächte. Die Radikalisierung der Gesellschaft führte auch zum Austritt mancher Mitglieder, die eine weniger radikale Richtung verfolgten, wie zum Beispiel Johan Ludvig Runeberg oder Zacharias Topelius.

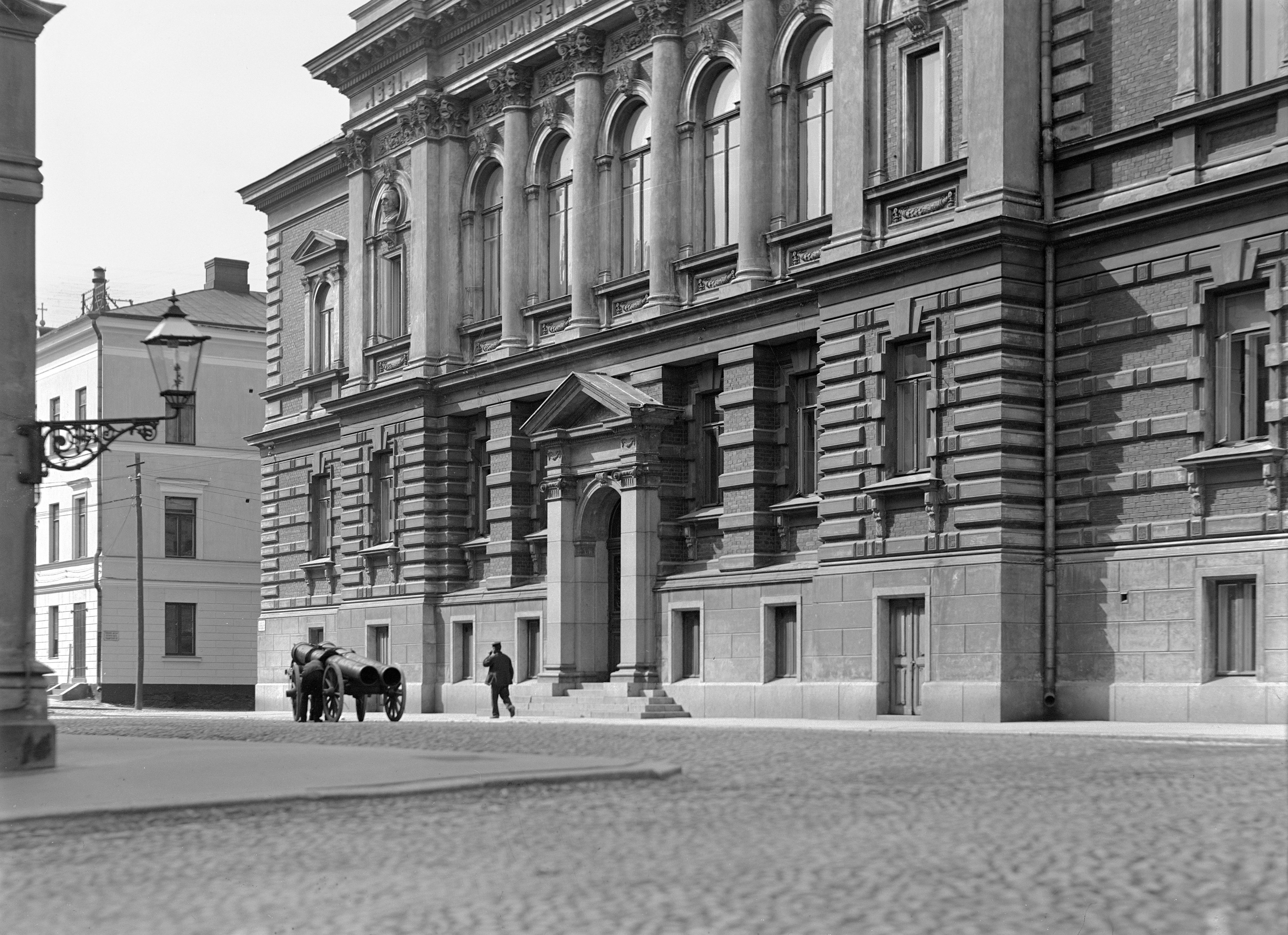
Hauptgebäude der SKS in einer Aufnahme von 1908

1890 konnte das heutige Gebäude bezogen werden. Mithilfe einer umfangreichen Spendenaktion war der Bau, ein Entwurf des Architekten Sebastian Gripenberg (1850–1925), finanziert worden. Hier ist die Gesellschaft mit Bibliothek und Archiv bis heute beherbergt.
1977 wurde als Teil der Gesellschaft FILI gegründet, das Informationszentrum für finnische Literatur, das unter anderem die Übersetzung von finnischer Literatur in Fremdsprachen subventioniert. Unter dessen Ägide erschien auch die Quartalszeitschrift „Books from Finland“. Sie wurde seit 1967 von der Universitätsbibliothek Helsinki herausgegeben und nun vom FILI übernommen. Die Zeitschrift erschien bis 2008, dann von 2009 bis 2015 als Internet-Publikationen und ist im Juli 2015 eingestellt worden.

## Forschungstätigkeit

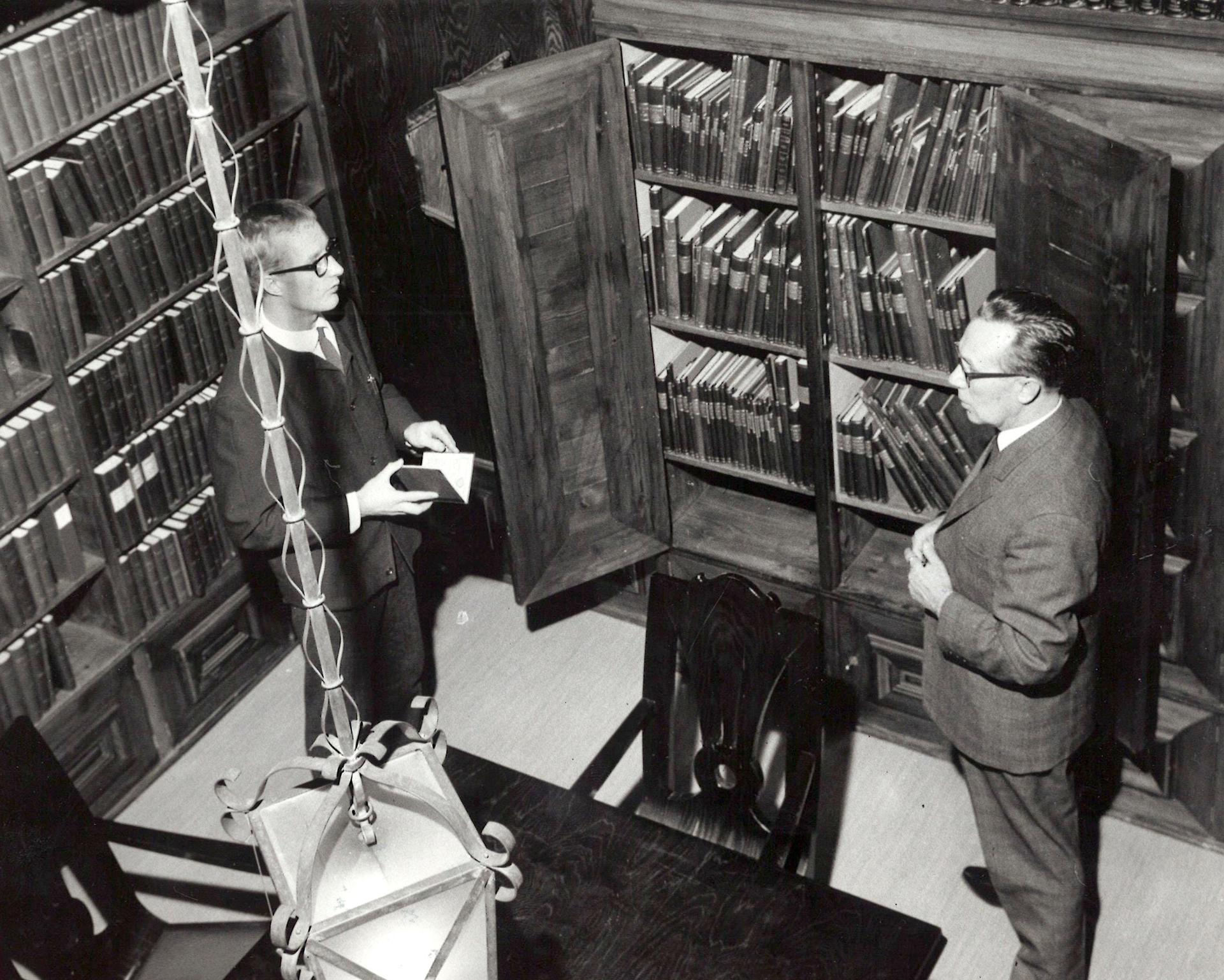
Der Archivar Urpo Vento und Professor Toivo Vuorela im Volksdichtungsarchiv, 1965

Bis heute ist die finanzielle Unterstützung von Forschungsvorhaben, die im weitesten Sinne mit der finnischen Kultur zu tun haben, eines der Hauptanliegen der Gesellschaft. Seit den 1830er-Jahren wurden Forschungsreisen unterstützt, allen voran die Reisen von Elias Lönnrot und Matthias Alexander Castrén. Meistens betraf es entlegene Gebiet in Finnland, wo man noch Volksdichtung aufzeichnen konnte, bisweilen auch angrenzende Regionen wie Estland oder Ingermanland. Infolgedessen sind umfangreiche Materialsammlungen entstanden, die im Archiv der Gesellschaft aufbewahrt werden. Dabei handelt es sich um Volksdichtung, Tonbandaufnahmen, Fotos u. ä. Material. Außerdem wurde parallel dazu eine wissenschaftliche Bibliothek angelegt.
Im Zusammenhang mit der SKS ist 1924 auch die Wörterbuchstiftung (finn. Sanakirjasäätiö) zu sehen, die für viele lexikographische Großprojekte verantwortlich werden sollte. Federführend war hier Eemil Nestor Setälä, der sie zunächst in Konkurrenz zur SKS errichtete. Nach seinem Tode arbeitete die Stiftung eng mit der SKS zusammen, lange Zeit auch in deren Räumen. Das erste große einsprachige finnische Wörterbuch Nykysuomen sanakirja I-VI (1951–1961) wurde unter Leitung der SKS zusammengestellt und vom finnischen Verlag WSOY verlegt.
Die Bedeutung der Forschungstätigkeit reicht über Finnlands Grenzen hinaus. So lagerte das estnische Volksdichtungsarchiv von Jakob Hurt zeitweise in Helsinki, weil die Zustände in Estland zu unsicher waren. Der finnische Professor für Folkloristik, Kaarle Krohn, hatte die Überführung des Materials nach Hurts Tod (1907) organisiert. Dies führte dazu, dass viele estnische Intellektuelle, die nach der Revolution von 1905 Estland verließen und in Helsinki untertauchten, sich bei der Gesellschaft ihren Unterhalt verdienen konnten, indem sie die estnischen Materialien kopierten. Ironischerweise hatte die SKS hierfür Geld vom Zaren beantragt und auch bewilligt bekommen, d. h. der Zar finanzierte die vor ihm geflohenen Staatsfeinde in Helsinki. Umgekehrt profitierte auch die finnische Seite von den intensiven Kontakten zu Estland in jener Zeit, so hatte Krohn das System von Korrespondenten, die den Forscher auf schriftlichem Wege mit Material versorgten, von Jakob Hurt übernommen. Nach dem Zweiten Weltkrieg, als Estland von der Sowjetunion besetzt war, war die SKS ein wichtiges Verbindungsglied zu dem weitgehend isolierten Land.

## Verlagstätigkeit

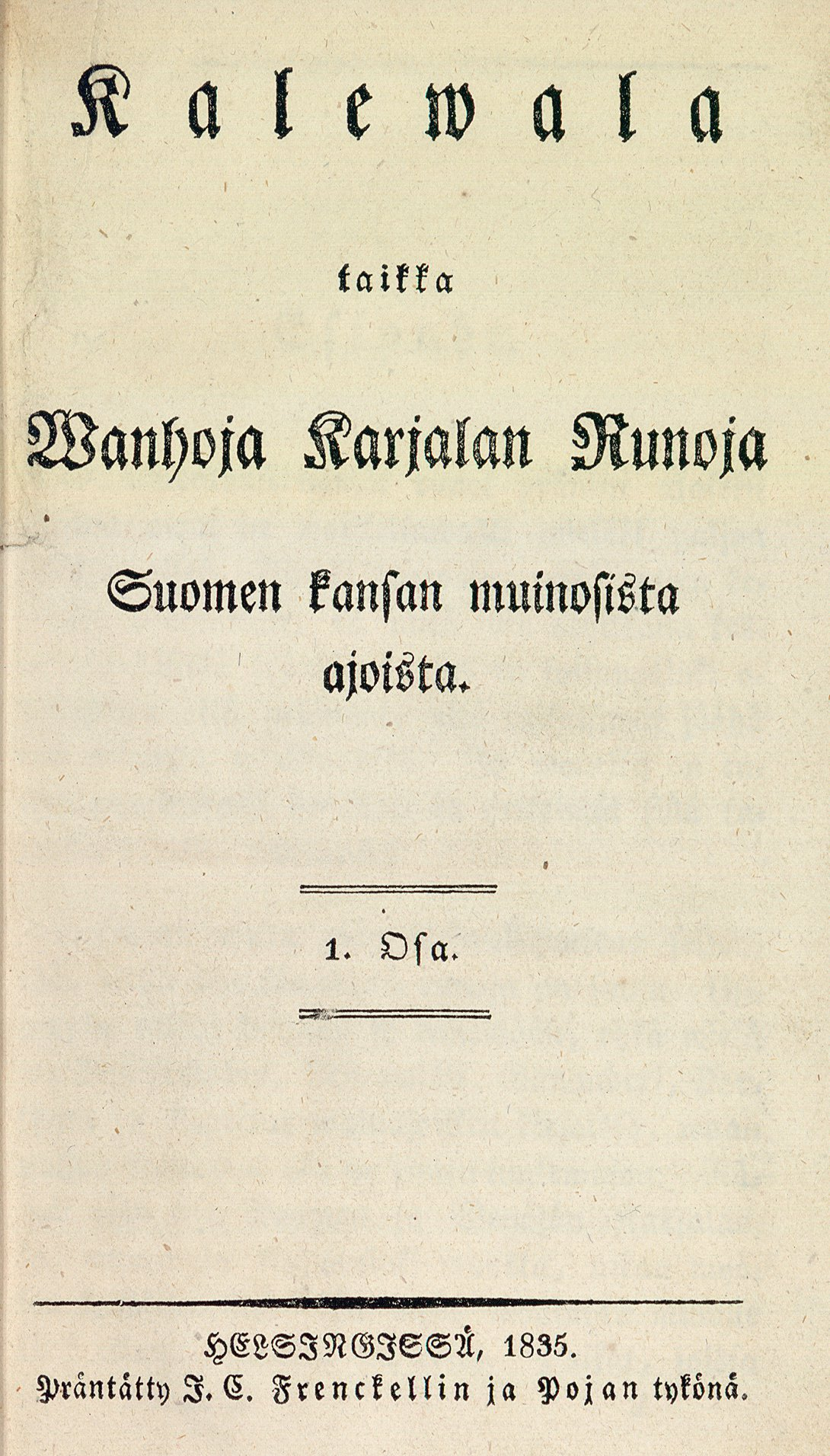
Erstausgabe des Kalevala

Die Publikationstätigkeit war von Anfang an eines der Hauptanliegen der Gesellschaft. Schon vor der Gründung einer eigenen Druckerei begann man mit der Herausgabe einer Buchreihe. Band 1 der Publikationsreihe „Suomalaisen Kirjallisuuden Seuran Toimituksia“ („Verhandlungen der Finnischen Literaturgesellschaft“) war eine Übersetzung aus dem Deutschen, die Keckman angefertigt hatte. Heinrich Zschokkes Kultala (Das Goldmacherdorf) erschien 1834. Mit Band 2 wurde jedoch bereits das berühmteste Buch der finnischen Literatur, Elias Lönnrots Kalevala (die erste Fassung von 1835), verlegt.
Ab 1841 erschien die Zeitschrift „Suomi“, die viele wissenschaftliche Abhandlungen enthielt und auf eine Initiative von Lönnrot, der von 1833 bis 1854 Kreisarzt in Kajaani war, entstanden war. Mit einigen anderen Kreisärzten aus der Umgebung hatte er die Zeitschrift angeregt, die 1844 offiziell von der Gesellschaft übernommen wurde. Die Zeitschrift war anfangs noch größtenteils schwedischsprachig, enthielt aber zusehends auch finnischsprachige Beiträge. Ab 1867 war die nur noch finnisch. „Suomi“ erscheint, wenn auch in leicht veränderter Form als Buchreihe, bis heute.
Seit 1866 gab die damalige Sektion für historische Literatur der SKS, die 1875 in die eigenständige Finnische Historische Gesellschaft (Suomen Historiallinen Seura) übergegangen ist, die Zeitschrift „Historiallinen Arkisto“ (Historisches Archiv) heraus, die ebenfalls bis heute fortgeführt wird.
Anfang der 1840er-Jahre befasste sich die Gesellschaft auch um den Aufbau einer eigenen Druckerei. Hierzu konnte der finnische Geschäftsmann Paavo Tikkanen (1823–1873) gewonnen werden, der gemeinsam mit dem Sprachwissenschaftler Herman Kellgren (1822–1856) 1849 eine Druckerei eröffnete. Das erste Buch, das in dieser Druckerei die Presse verließ, war die Neuauflage des Kalevala, d. h. die heute kanonisierte 2. Auflage von 1849. Hierbei wurde erstmals anstelle der bis dahin üblichen Fraktur die Antiqua verwendet.

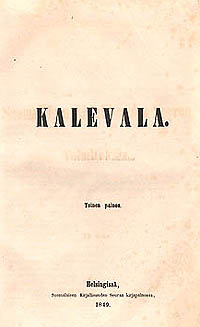
Zweite Auflage des Kalevala, 1849

Im Unterschied zu vergleichbaren Gesellschaften, die sich auf die wissenschaftliche Veröffentlichungen beschränkten, förderte die Gesellschaft gezielt die Herausgabe von finnischsprachiger Literatur. Das betraf sowohl Übersetzungen ins Finnische von Werken der europäischen klassischen Literatur als auch finnische Originalliteratur. So wurden bereits 1877 und 1878 die gesammelten Werke von Aleksis Kivi herausgebracht. Darüber hinaus erlangte die Gesellschaft auch außerhalb Finnlands kulturgeschichtliche Bedeutung: Als Band 42 der Allgemeinen Reihe erschien die bald einschlägig gewordene Sammlung estnischer Märchen von Friedrich Reinhold Kreutzwald, der sie 1866 in Helsinki drucken ließ, nachdem sich dies in Estland nicht hatte realisieren lassen.
Die allgemeine Reihe erscheint bis heute. Der dritte Teil der Geschichte der SKS (Häggman 2015, siehe unter Sekundärliteratur) trägt die Folgenummer 1403. Daneben gibt es seit 1945 eine Taschenbuchreihe „Tietolipas“ („Wissenskassette“), in der preisgünstig Studienbücher angeboten werden. Die Serie erscheint bis heute und ist 2016 beim 250. Band angelangt.
Obwohl auch schon viele Titel der allgemeinen Reihe einen wissenschaftlichen Charakter haben, verdient die Reihe „Studia Fennica“, deren erster Band 1933 erschien, besondere Hervorhebung. Seit 1992 ist sie aufgeteilt in drei Unterabteilungen: „Studia Fennica Ethnologica“, „Studia Fennica Folkloristica“ und „Studia Fennica Linguistica“. Später kamen die Abteilungen „Studia Fennica Historica“ (2002) und „Studia Fennica Litteraria“ (2002) sowie zuletzt „Studia Fennica Anthropologica“ (2007) hinzu. Alle Reihen sind peer reviewed.

## Kulturförderung
Ein weiteres Instrument zur Kulturförderung sind Forschungspreise, Stipendien und Literaturpreise, die seit 1886 vergeben werden. Erster Preisträger war Pietari Päivärinta, der 1886 1.000 Finnmark erhielt. In zunehmendem Ausmaße erhielt die SKS nun auch staatliche Mittel, die sie einsetzen konnte.
In bescheidenem Umfang wurden manchmal auch Bedürftige unterstützt, beispielsweise der blinde Runensänger Miihkali Perttunen, der wertvolles Material geliefert hatte. Er war der Sohn des berühmten Runensängers Arhippa Perttunen (1762–1841), der Lönnrot auf seiner fünften Reise vorgesungen hatte. In besonderen Fällen wurde einem Schriftsteller auch eine Rente gezahlt, wobei die SKS nicht unbedingt ihre eigenen Mittel verwendete, sondern als Antragsteller bei anderen Instanzen auftrat, wie es bei Juhani Aho der Fall war.

## Mitgliedschaft
Die Gesellschaft zählt (Stand 2016) ca. 3000 Mitglieder. Viele von ihnen sind in Wissenschaft und Forschung aktiv, aber ebenso gehören Kultur und Unterricht zu den Tätigkeitsfeldern der Mitglieder. Viele Lehrer, Schriftsteller und Übersetzer sind Mitglied. Ungefähr die Hälfte der Mitglieder sind Frauen, die seit 1846 in die Gesellschaft aufgenommen werden. Erstes weibliches Mitglied war Johanna Snellman, die Ehefrau des Philosophen und Staatsmannes Johan Vilhelm Snellman.

### Ehrenmitglieder
Personen können zu Ehrenmitgliedern ernannt werden. Dabei kann es sich sowohl um verdiente Wissenschaftler als auch um Schriftsteller oder bedeutende Persönlichkeiten aus dem öffentlichen Lebens Finnlands handeln. Unter anderem die folgenden Personen wurden zu Ehrenmitgliedern gewählt (in Klammern Jahr der Wahl): Alexander Sergejewitsch Menschikow (1840), Robert Henrik Rehbinder (1840), Johan Vilhelm Snellman (1876), Zachris Topelius (1879), Johann Casimir Ernrot (1889), Otto Manninen (1936), Lauri Hakulinen (1977), Pertti Virtaranta (1985) und Lassi Nummi (2004); unter anderem wurden auch die Staatspräsidenten Juho Kusti Paasikivi (1951), Urho Kekkonen (1962), Mauno Koivisto (1987) und Tarja Halonen (2002) zu Ehrenmitgliedern ernannt.

### Korrespondierende Mitglieder
Viele ausländische Gelehrte, die sich auf die eine oder andere Weise mit der finnischen Kultur beschäftigten, wurden von der Finnischen Literaturgesellschaft zu korrespondierenden Mitgliedern gewählt. Dazu gehörten u. a. die folgenden Persönlichkeiten (in Klammern Jahr der Wahl):

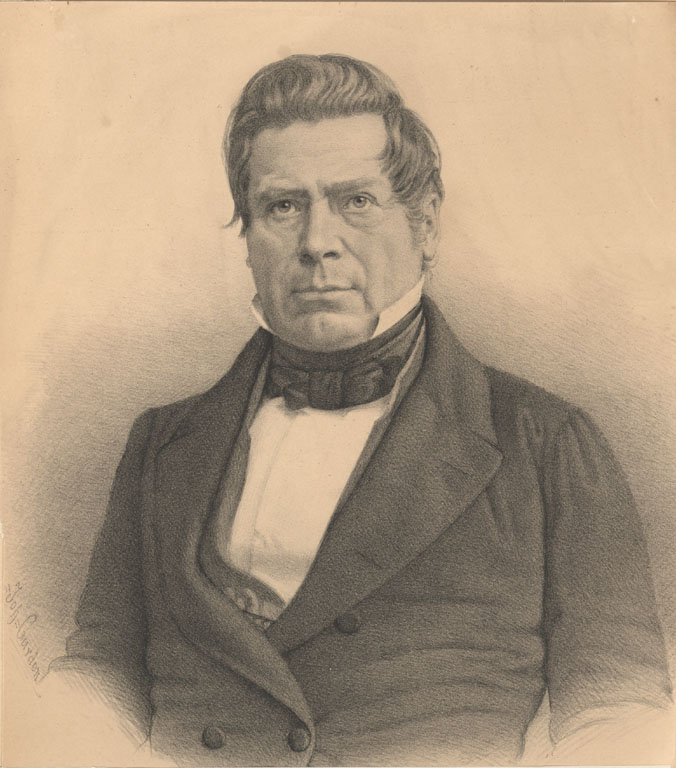
Adolf Ivar Arwidsson

Adolf Ivar Arwidsson (1833), Friedrich Rückert (1836), Friedrich Robert Faehlmann (1845), Eduard Ahrens (1845), Ferdinand Johann Wiedemann (1847), Hermann Brockhaus (1850), Franz Anton Schiefner (1850), Wilhelm Schott (1850), Friedrich Reinhold Kreutzwald (1854), Pál Hunfalvy (1859), August Schleicher (1860), Anton Boller (1868), Vilhelm Thomsen (1874), Friedrich Max Müller (1881), William Forsell Kirby (1889), Andrew Lang (1891), Rudolf Eucken (1900), Jan de Vries (1924), Walter Anderson (1926), Friedebert Tuglas (1926), Björn Collinder (1931), Stith Thompson (1951), Hans Fromm (1962), Lennart Meri (1976), Friedrich Scholz (1978), Lutz Röhrich (1980), Mihály Hoppál (1985), Lyle Campbell (1999), Marko Pantermöller (2010).

## Liste der Vorsitzenden

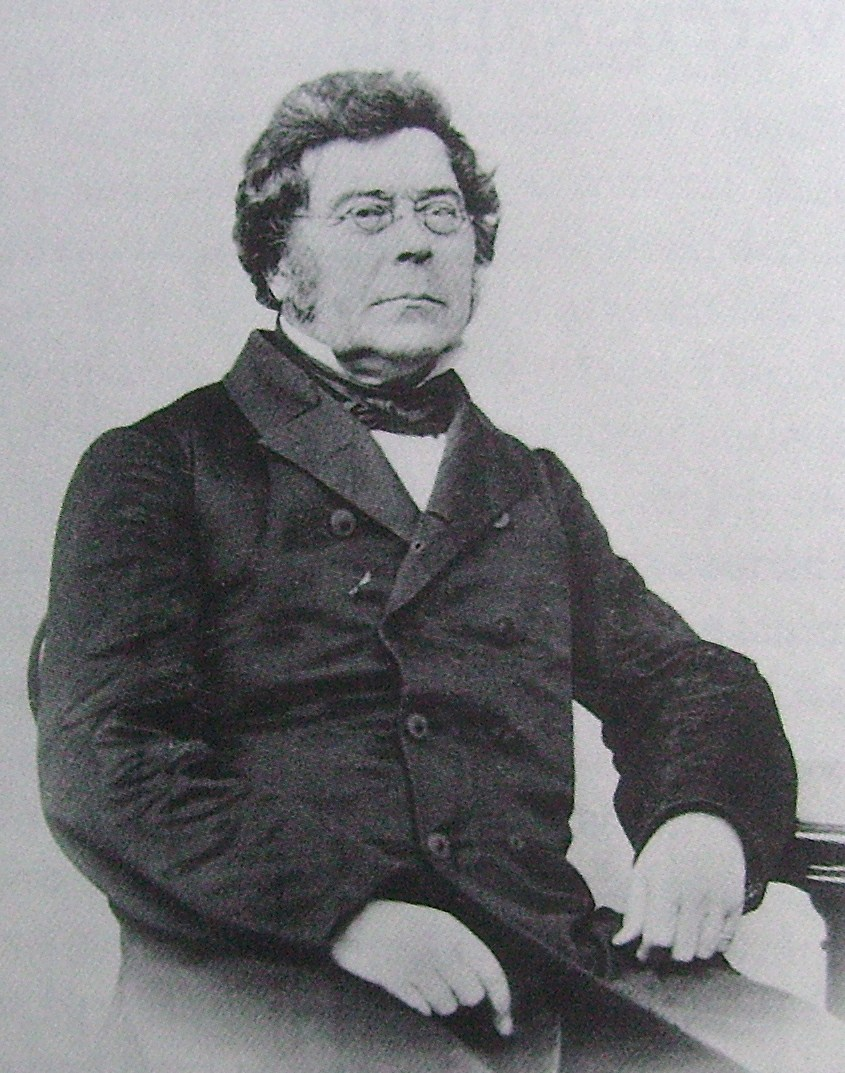
Gabriel Rein

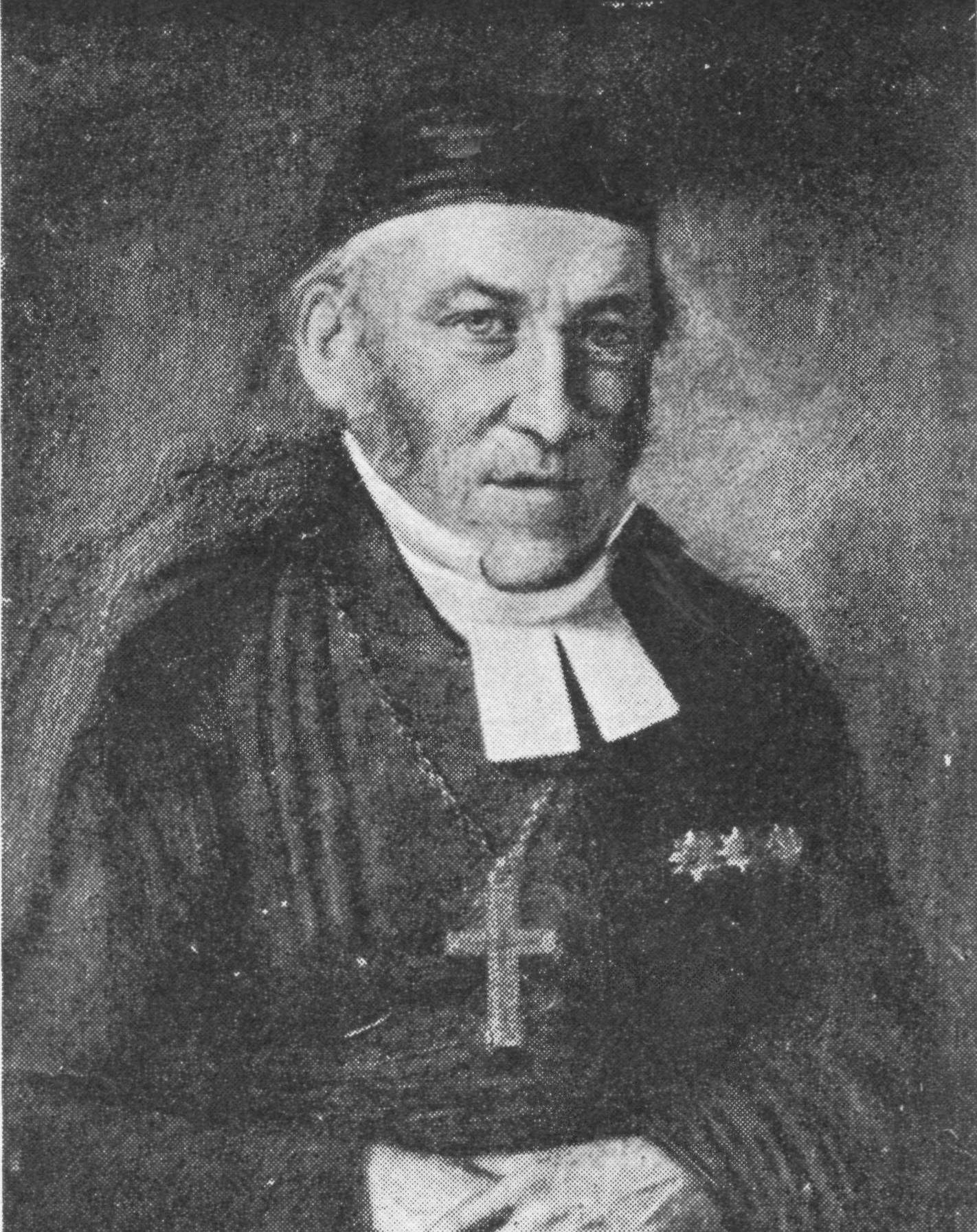
Erik Gabriel Melartin

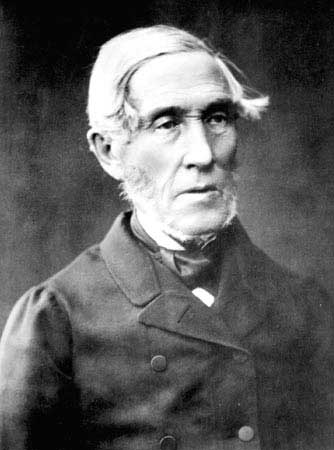
Johan Vilhelm Snellman

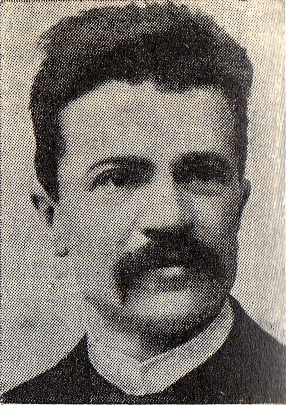
Kaarle Krohn

- 1831 Carl Niclas Keckman (eine Woche), Johan Gabriel Linsén (interim, zwei Monate)
- 1831–1833 Erik Gabriel Melartin
- 1833–1841 Johan Gabriel Linsén
- 1841–1853 Gabriel Rein
- 1853–1854 Frans Johan Rabbe
- 1854–1863 Elias Lönnrot
- 1863–1867 Gabriel Rein
- 1868–1870 Mathias Akiander
- 1870–1874 Johan Vilhelm Snellman
- 1874–1892 Yrjö Koskinen
- 1892–1902 Arvid Genetz
- 1902–1917 Eliel Aspelin-Haapkylä
- 1917–1933 Kaarle Krohn
- 1933–1947 Viljo Tarkiainen
- 1947–1972 Martti Rapola
- 1973–1975 Kustaa Vilkuna
- 1975–1988 Lauri Honko
- 1988–1992 Kai Laitinen
- 1992–1996 Heikki Ylikangas
- 1966–2002 Anna-Leena Siikala
- 2002–2007 Maria-Liisa Nevala
- 2007–2013 Aili Nenola
- 2013–2019: Seppo Knuuttila
- Seit 2019: Lotte Tarkka

## Sekundärliteratur
- Hans Fromm: Die Finnische Literaturgesellschaft, in: Ural-Altaische Jahrbücher Neue Folge 1 (1981), S. 230–233.
- Kai Häggman: Sanojen talossa: Suomalaisen Kirjallisuuden Seura 1890-luvulta talvisotaan. Helsinki: SKS 2012.
- Kai Häggman: Pieni kansa, pitkä muisti: Suomalaisen Kirjallisuuden Seura talvisodasta 2000-luvulle. Helsinki : SKS 2015.
- Cornelius Hasselblatt: Sprache und Literatur in Finnland in der ersten Hälfte des 19. Jahrhunderts, in: Der Neue Norden: Norweger und Finnen im frühen 19. Jahrhundert. Bearb. von Robert Bohn, hrsg. von Bernhard Glienke. Frankfurt am Main, Bern, New York, Paris: Peter Lang 1990, S. 51–69.
- L.A. Puntila: Der sprachsoziologische Gleichstellungsprozeß des Finnischen, in: Ural-Altaische Jahrbücher 44 (1972), S. 134–143.
- Irma Sulkunen: Suomalaisen Kirjallisuuden Seura 1831–1892. Helsinki: SKS 2004.